# قهوة بيضاء

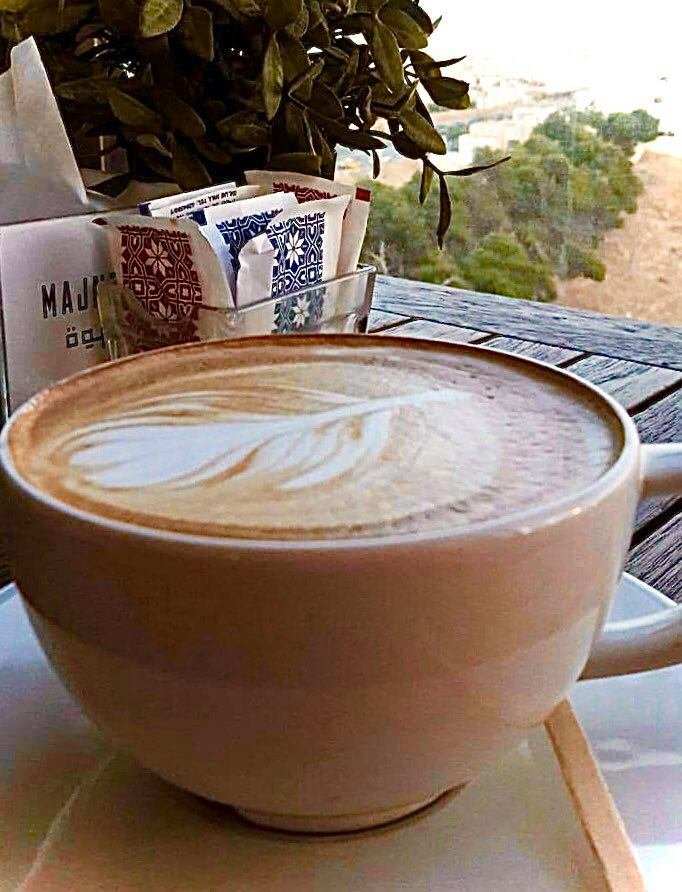

القهوة البيضاء تشير إلى أي نوع من عدد من أنواع القهوة أو بديلات القهوة حول العالم. تتميز القهوة البيضاء بأنها قهوة يضاف إليها الحليب البارد أو أي مبيِّض آخر على عكس القهوة بالحليب التي يضاف إليها الحليب الساخن.
في لبنان القهوة البيضاء تشير إلى مشروب خال من الكافيين ولكن مصنوع من الماء، ماء الزهر، ومحلاة بالسكر.